# Opuntia tuna
Opuntia tuna (L.) Mill. es una especie fanerógama perteneciente a la familia Cactaceae. Nativas de Centroamérica en La Española y Jamaica.

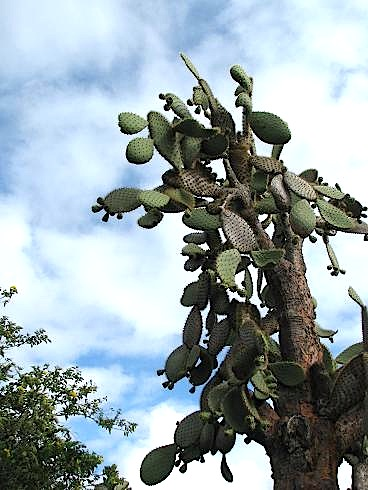
Vista de la planta

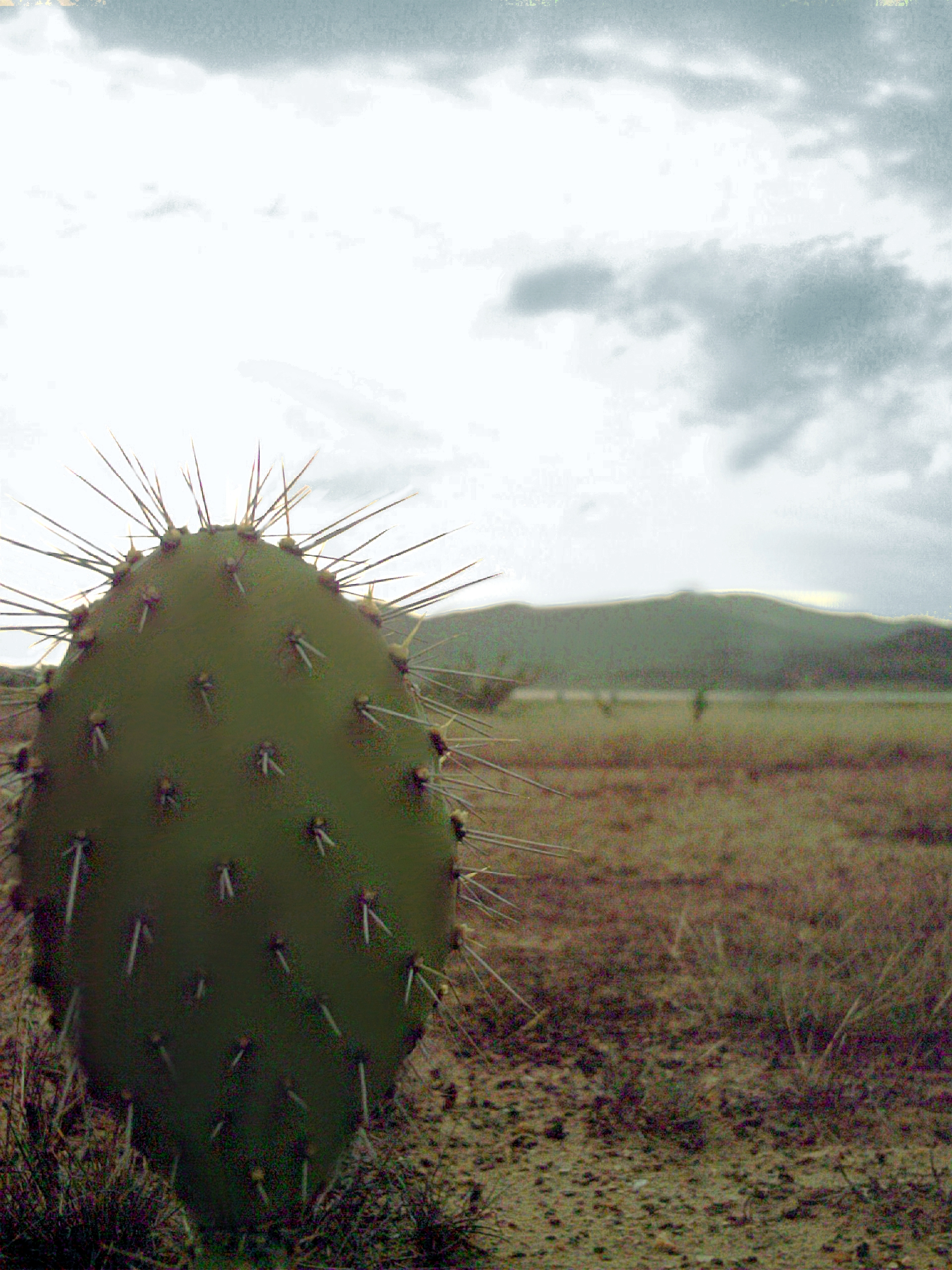
Detalle

## Descripción
Tuna Opuntia es un arbusto con múltiples ramas que alcanza una altura de hasta 1 metro. Los cladodio son ovados a oblongos de color verde claro y de largo 8 a 10 (raramente 16) cm. Las pequeñas hojas se caen prematuramente. Los grandes areolas con gloquidios amarillos y 2 a 6 espinas ligeramente extendidas de color amarillo pálido. Las flores son amarillas brillantes con un tinte rojizo y alcanzan un diámetro de hasta 5 centímetros. Los frutos son rojos ovoides y tienen un diámetro de hasta 3 centímetros.

## Taxonomía
Opuntia tuna  fue descrita por (L.) Mill. y publicado en The Gardeners Dictionary: . . . eighth edition no. 3. 1768.
Etimología
Opuntia: nombre genérico que proviene del griego usado por Plinio el Viejo para una planta que creció alrededor de la ciudad de Opus en Grecia.

tuna: epíteto derivado de un nombre nativo de Centroamérica.
Sinonimia
- Cactus tuna[3]